# 오언 대 투니슨 사건
오언 대 투니슨 사건(Owen v. Tunison, 158 A. 926 (Me. 1932))
갑은 을에게 을의 상품을 6천불에 팔 것을 청약하였다. 을은 갑의 청약을 거절하고 최소한 1만6천불 이하로는 상품을 팔지 않겠다고 갑에게 통보한다. 통보를 받은 갑은 을에게 1만6천불을 지불하였으나 을은 상품의 인도를 거절하면서 1만6천불은 최저가격에 불과하다고 하면서 다시 교섭할 것을 주장하였다. 이에 갑은 을을 계약불이행으로 소송을 제기하였다. 법원을 최저가격의 제시는 청약에 해당하지 아니하고 단순히 청약을 위한 사전교섭에 불과하다고 판결하였다.

## 같이 보기
- 미국의 계약법